# Yanis Cimignani
Yanis Cimignani, né le 22 janvier 2002 à Lyon en France, est un footballeur français qui joue au poste de milieu offensif au FC Lugano.

## Biographie

### AC Ajaccio
Né à Lyon en France, Yanis Cimignani grandit en Corse, à Ghisonaccia. Il intègre le club de sa commune, l'US Ghisonaccia à seulement trois ans et y joue jusqu'à ses onze ans. Il rejoint alors le SC Bastia où il reste cinq ans mais est contraint de quitter le club en raison de la rétrogradation de celui-ci en National 3 et la perte de sa licence pour son centre de formation. Cimignani est alors contacté par l'AC Ajaccio, qu'il rejoint en 2017. Le 31 janvier 2020, il signe son premier contrat professionnel avec Ajaccio.
C'est avec ce club qu'il joue son premier match en professionnel, le 22 août 2020, lors de la première journée de la saison 2020-2021 de Ligue 2, contre La Berrichonne de Châteauroux. Il est titularisé lors de cette rencontre perdue par son équipe par un but à zéro. Il marque son premier but officiel en professionnel le 31 juillet 2021 contre Amiens (victoire de l'AC Ajaccio 3-1). 
Lors de la saison 2021-2022 il participe à la montée de l'AC Ajaccio en Ligue 1, le club étant officiellement promu le 14 mai 2022, après une victoire contre le Toulouse FC (1-0), le club terminant deuxième du championnat de France de Ligue 2.
Cimignani joue son premier match de Ligue 1 avec l'AC Ajaccio, le 5 août 2022, lors de la première journée de la saison 2022-2023 contre l'Olympique lyonnais. Il entre en jeu à la place de Riad Nouri et son équipe s'incline (2-1 score final).

### FC Lugano
En fin de contrat avec l'AC Ajaccio au 30 juin 2023, Yanis Cimignani signe au FC Lugano pour quatre saisons, soit jusqu'en juin 2027. Le transfert est officialisé dès le 14 juin 2023. 
Il joue son premier match de Super League suisse avec Lugano à Zürich (défaite 3-0) le 5 août 2023. Et son premier match de coupe d'Europe le 24 août 2023 à Bruxelles en barrage d'accession pour l'Europa League contre l'Union Saint-Gilloise (défaite 2-0). Il marque son premier but avec son nouveau club à Berne contre les Young Boys Berne le 24 septembre 2023 (défaite 4-1). Il marque de nouveau lors de la journée suivante contre le FC Lausanne-Sport. Entré en jeu, il permet à son équipe de s'imposer (2-1 score final).

### En sélection
En mars 2022, Yanis Cimignani est appelé pour la première fois avec l'équipe de France des moins de 20 ans. Il joue son premier match le 29 mars 2022 contre le Portugal. Il entre en jeu et son équipe s'incline par trois buts à un. Avec l'Equipe de France U20, il remporte le tournoi international Espoirs Maurice Revello le 12 juin 2022 contre le Venezuela.